# بختيار (كوهسرخ)
بختيار هي قرية في مقاطعة كوهسرخ، إيران. يقدر عدد سكانها بـ 238 نسمة بحسب إحصاء 2016.